# Великобелозёрский район
Великобелозёрский райо́н (укр. Великобілозерський район) — упразднённая административная единица Запорожской области Украины. Административный центр — село Великая Белозёрка.

## Географическое положение
Великобелозёрский район расположен в западной части Запорожской области. Согласно принятому физико-географическому районированию Украины район расположен в степной зоне, в пределах Приазово-Причерноморской равнины.
Общая площадь района — 0,47 тыс. км², что составляет 1,7 % общей площади области. Великобелозёрский район граничит:
с районами Запорожской области
- на юге — Весёловским районом,
- на востоке — Васильевским районом,
- на севере — Каменско-Днепровским районом,
- на западе — Верхнерогачикским районом Херсонской области.

### Гидрология
По территории Великобелозёрского района 25 км своей длины протекает река Большая Белозёрка. Во время сильных летних засух происходит частичное пересыхание русла этой реки.
На территории района расположены пруды: Качкаровский (два, 213 га), Гюновкский (1,8 га), Правдовский (3,9 га), Красинский (2,2 га).
Орошение сельскохозяйственных земель осуществляется из магистрального оросительного канала и закрытой оросительной системы. Площадь орошаемых земель в районе составляет 18,765 тыс. га.

### Лесопользование
Земли государственного лесного фонда в районе составляют 314 га. Существует 5 энтомологических заказников местного значения общей площадью 11 га. Также полезащитные лесополосы и древесно-кустарниковые насаждения, общая площадь которых составляет 977 га, из них — 952 га полезащитные лесополосы и 25 га лесов в водоохранных зонах рек и прудов. Все лесные насаждения искусственного происхождения.

## История
- Район образован в 1923 году (ликвидирован в период 1947—1979 гг).
- 3 февраля 1993 года район создан повторно.
- 17 июля 2020 года в результате административно-территориальной реформы район вошёл в состав Васильевского района[4].

## Население
По данным переписи 2001 года, численность населения составляла 9 363 человека, на 1 января 2013 года — 8234 человека.

## Административное устройство
Район включает в себя:
| - Сельских советов: 5 | - Сёл: 5 |

### Местные советы[7]
| - Великобелозёрский сельский совет - Гюновский сельский совет - Новопетровский сельский совет | - Трудовой сельский совет - Красный сельский совет |

### Населённые пункты[8]
| с. Великая Белозёрка с. Гюновка с. Зелёная Балка | с. Качкаровка с. Новопетровка |

## Экономика

### Сельское хозяйство
От общей площади района возделываемые поля составляют 43,0 тыс.га, из них пашни — 39,6 тыс.га, в том числе 32,9 тыс.га используется постоянно в сельскохозяйственном производстве на условиях аренды земельных паев.

## Интересные факты
- Великобелозёрский район имеет наименьшее количество населённых пунктов среди районов Украины.
- Село Великая Белозёрка принадлежит одновременно 4-м сельским советам и имеет 4 кода КОАТУУ.